# Si Kham
Si Kham (Thai: ศรีค้ำ) is een tambon in amphoe (district) Mae Chan in Thailand. De tambon had in 2005 6454 inwoners en bestaat uit tien mubans.